# 제1공화국 (드라마)
《제1공화국》은 1981년 4월 2일부터 1982년 2월 11일까지 매주 목요일, 금요일 밤에 방송된 드라마로, 문화방송이 제1공화국을 배경으로 다룬 국내 최초의 특별기획 정치 시대극이다.

## 트리비아
MBC TV의 드라마 《공화국 시리즈》의 첫 작품이라는 것에 의미가 있다.
베타맥스로 녹화되어 자료가 보관되어 있다.

## 시대적 배경
앞서 언급한 것처럼, MBC TV의 드라마 《공화국 시리즈》의 첫 작품인데, 1945년 8·15(을유 해방)의 어수선한 정국, 한반도 분단, 1948년 8월 15일 무자년 대한민국 정부 수립으로써 첫 출범을 한 제1공화국(第一共和國)의 향후 어언 12년 시대, 1950년 6·25와 1960년 4·19, 그리고 1960년 제2공화국의 신규 성립과 민주당 신구파 분쟁까지 다뤘다.

## 등장 인물

### 주요 인물
- 최불암 : 우남 이승만 역

대한민국 초대 대통령. 향후 3대 대통령까지 내리 3선.
- 이영후 : 백범 김구 역

미군정청 예하 비상국민회의 부의장. 지난날 대한민국 임시정부 국가 주석 역임.
- 박규채 : 만송 이기붕 역

대한민국 3대 국방부 장관.
- 국정환 : 김일성 역

북괴 국가원수. 조선민주주의인민공화국 초대 총리 등을 지냈으며 1972년 이후로는 조선민주주의인민공화국 초대 국가 주석 역임.

### 대한민국 정치 가문

#### 이기붕 국방부 장관 직계 가내 관련
- 박규채 : 만송 이기붕 역 (일제강점기 청년 시절: 이계인)

대한민국 3대 국방부 장관. 이기붕 국방장관 내외는 1949년 당시 서울 이화여중 2학년 재학하던 맏딸(이강희)을 홍역으로 인하여 먼저 세상을 떠나 보냄.
- 김애경 : 박마리아 역

이기붕의 부인. 이화여자대학교 부총장 역임.
- 길용우 : 이강석 역

이기붕 국방장관 내외의 슬하 2남 1녀 중 장남(둘째). 육군 갑종 보병 소위 출신.
- 김찬구 : 이강욱 역

이기붕 국방장관 내외의 슬하 2남 1녀 중 차남(막내).

#### 김구 비상국민회의 부의장 직계 가내 관련
- 이영후 : 백범 김구 역

대한민국 임시정부 국가 주석 등을 지낸 훗날 미군정기 임시 치하 미군정청 예하 비상국민회의 부의장 등을 역임. 일찍이 초배 부인(경주 최씨 부인)을 첫 상배 후 계배 부인(최준례 여사)까지 두번째 상배.
- 이금복 : 안미생 역

백범 김구 부부의 장자부 - 부군(김인)을 상배
- 유인촌 : 김신 역

백범 김구 부부의 슬하 2남 3녀 중 차남(막내) - 대한민국 5대 공군참모총장
- 이혜숙 : 임윤연 역

백범 김구 부부의 차자부(김신의 부인)

#### 윤보선 상공부 장관 직계 및 방계 가내 관련
- 박종관 : 해위 윤보선 역

상공부 장관. 훗날 대한민국 제4대 대통령 역임.
- 김영애 : 공덕귀 역

윤보선의 재혼 계배 부인.
- 김홍석 : 윤형선 역

윤보선의 배다른 서얼 남동생.
- 권재희 : 이덕자 역

윤형선의 사별 초배 부인.
- 신복숙 : 변은영 역

윤형선의 재혼 계배 부인.
- 김용건 : 동산 윤치영 역

윤보선의 배다른 서얼 숙부. 내무부 장관.
- 이숙 : 이은혜 역

윤치영의 재혼 계배 부인.

#### 장면 부통령 직계 및 방계 가내 관련
- 한인수 : 운석 장면 역

제4대 부통령.
- 정영숙 : 김옥윤 역

장면의 부인.
- 홍중기 : 우석 장발 역

장면의 첫째 남동생. 서양화가 겸 대학 교수 출신으로 이탈리아 주재 대기대사.
- 최은숙 : 서진주 역

장발의 재혼 계배 부인.
- 노영국 : 하석 장극 역

장면의 막내 남동생. 항공우주공과학자 겸 대학 교수.
- 이명숙 : 민화식 역

장극의 부인.

#### 허정 교통부 장관 직계 가내 관련
- 오승룡 : 우양 허정 역

교통부 장관.
- 김석옥 : 백귀란 역

허정의 재혼 계배 부인(허준의 계모)이자 허원의 모친.
- 박윤배 : 허준 역

허정의 맏 아들.
- 이미지 : 허원 역

허정의 막내 딸.

#### 김학규 한국독립당 상임고문 직계 가내 관련
- 홍순창 : 김학규 역

오광심의 세번째 부군
- 이숙 : 오광심 역

김학규의 재혼 계배 부인 - 김학규와는 세번째 결혼

#### 이시영 부통령 직계 가내 관련
- 이도련 : 성재 이시영 역

초대 부통령
- 홍중기 : 이규홍 역

이시영의 차남

#### 신익희 국회의장 직계 가내 관련
- 전운 : 해공 신익희 역

미군정청 예하 남조선 과도입법의원 예하 상임위원장 등을 거쳐 대한민국 국회의장 역임.
- 반효정 : 김해화(아명 김순이) 역

신익희의 재혼 계배 부인(신하균의 계모)
- 박상조 : 신하균 역

신익희의 장남

#### 김성수 부통령 직계 및 방계 가내 관련
- 정욱 : 인촌 김성수 역

대한민국 제2대 부통령.
- 최은숙 : 이아주 역

김성수의 재혼 계배 부인(김상만의 계모)
- 장보규 : 김상만 역

김성수의 장남. 훗날 동아일보 명예회장.
- 강민호 : 김연수 역

김성수의 아우. 삼양사 회장.
- 김석옥 : 박하진 역

김연수의 부인
- 전희룡 : 김상협 역

김연수의 차남(김성수의 조카) - 김상만의 사촌 종제

#### 김규식 남조선 과도입법의원 예하 상임위원장 직계 가내 관련
- 이묵원 : 우사 김규식 역

대한민국 임시정부 학무부 부장 등을 거쳐 미군정청 예하 남조선 과도입법의원 예속 상임위원장 역임.
- 김지영 : 김순애 역

김규식의 재혼 계배 부인.

#### 함태영 부통령 직계 가내 관련
- 최명수 : 송암 함태영 역

대한민국 제3대 부통령
- 김홍석 : 함병춘 역

함태영의 막내아들(함인섭의 25살 어린 이복 삼촌)
- 김용선 : 심효식 역

함병춘의 5년 연상녀 부인(함태영의 막내자부) - 함인섭의 20살 어린 이복 숙모
- 이호재 : 함인섭 역

함태영의 친장손(함병춘의 25살 많은 이복 조카)
- 김수미 : 유명숙 역

함태영의 친장손부(함인섭의 재혼 계배 부인이자 함양호와 함춘호의 계모)
- 송경철 : 함양호 역

함태영의 증손이자 함인섭의 장남(함병춘의 1살 많은 이복 조카손주)
- 이상숙 : 홍숙희 역

함양호의 3년 연하녀 부인(함태영의 증손부)
- 윤순홍 : 함춘호 역

함태영의 증손이자 함인섭의 차남(함병춘의 2살 어린 이복 조카손주)
- 황성현 : 함재봉 역

함병춘 내외의 장남(함인섭의 51살 어린 사촌 종제)
- 황성태 : 함재학 역

함병춘 내외의 차남(함인섭의 56살 어린 사촌 종제)
- 권민수 : 함영덕 역

함양호 내외의 아들(함태영의 90살 차이가 나는 고손이자 함인섭의 56살 차이가 나는 장손)

#### 지청천 무임소 장관 직계 가내 관련
- 한규희 : 백산 지청천 역

무임소 장관.
- 홍윤정 : 윤용자 역

지청천의 부인.
- 박영태 : 지달수 역

지청천 내외의 슬하 2남 2녀 중 장남(첫째).
- 박원숙 : 지복영 역

지청천 내외의 슬하 2남 2녀 중 차녀(셋째).

#### 변영태 외무부 장관 직계 가내 관련
- 신귀식 : 일석 변영태 역

대한민국 3대 외무부 장관.
- 최병학 : 곡명 변영만 역

변영태 3대 외무부 장관의 친형. 민본주의 군주제 대한제국 전남 광주지법 예하 판사 출신의 변호사 활약을 한 그는 성균관대학교 법률학과 교수 역임.
- 최주봉 : 수주 변영로 역

변영태 3대 외무부 장관의 친제. 청년 시절 기미년 삼일 독립선언서 영어 번역자. 그로부터 26년 지난 이후 을유년 당시의 8.15 광복 이후로는 당대 최고의 감성 문구가 매력을 자랑하던 시인 겸 영문학자 출신으로 성균관대학교 영어영문학과 교수 역임.

### 8.15 광복 후 대한민국 정부 수립 이전의 인사

#### 여운형 조선인민공화국 국가원수 권한대행의 직계 가내 관련
- 김길호 : 몽양 여운형 역

조선인민공화국 국가부원수 겸 국가원수 권한대행.
- 김종엽 : 근농 여운홍 역

여운형의 친제. 훗날 민주공화당 고문 역임.

#### 장덕수 한국민주당 외무부장의 직계 가내 관련
- 한인수 : 설산 장덕수 역

한국민주당 외무부장 겸 정치부장. 전직 전문학교 교수 출신.
- 고두심 : 박은혜 역

장덕수의 재혼 계배 부인.

### 일제 시대 관련 회고

#### 1932년 당시 일제강점기 총독부 중추원 고문 고희경 직계 가내 및 친척 이외 측근 겸 지인 관련 회상
- 허기호 : 고희경 역

당시 60세. 경성부 명문가 제주 고씨 집안 후손으로 조선총독부 중추원 고문 역임.
- 임정하 : 고흥겸 역

당시 40세. 고희경 부부의 장남(고중덕의 아버지)으로 향후 1934년 당시 조선귀족 백작 습봉.
- 이만성 : 고중덕 역

당시 10세. 고희경 부부의 장손(고흥겸 내외의 장남)이기도 하고 향후 1939년 당시 6년간을 조선귀족 백작 습봉. 먼 훗날 1972년 당시 대한민국 통일주체국민회의 예하 충청남도 예산 고덕면 지역자치위원회 대의원 역임.
- 송경철 : 춘곡 고희동 역

당시 47세. 고희경의 사촌 종제(고흥겸의 5촌 당숙부)인데 동양화가 겸 서양화가 출신으로 먼 훗날 1959년 당시 민주당 고문 겸 당무위원 등을 거쳐 이듬해 대한민국 제5대 무소속 초선 참의원 등을 잠시 역임.
- 남영진 : 박영철 역

당시 54세. 고희경의 아는 지인 겸 측근(배정자 총독부 촉탁위원의 세번째 남편)이기도 하며 조선총독부 중추원 고문 역임.
- 한영숙 : 배정자 역

당시 63세. 고희경의 아는 지인 겸 측근(김해 배씨 후손)이자 조선총독부 촉탁위원 등을 지냈으며 박영철 조선총독부 중추원 고문의 계배 부인(미망인)인 동시에 조선총독부 예하 황해도 도지사 지낸 관료 박중양의 의남매 사저 의누나. 그녀의 사부(스승)는 이토 히로부미 한국통감.
- 정진 : 박중양 역

당시 61세. 고희경의 아는 지인 겸 측근. 조선총독부 예하 황해도 도지사 등을 지냈으며 배정자 총독부 촉탁위원의 의남매 사제 의동생. 그의 사부(스승)는 이토 히로부미 한국통감.
- 이숙 : 이주열 역

당시 63세. 고희경의 아는 지인(전주 이씨 후손)이자 총독부 예하 황해도지사 박중양의 정실 부인(미망인)이고 2년 연하 부군(박중양)과 친장자(박문웅)보다도 오래 살았으며 1961년 5월 20일, 향년 92세로 하세.
- 박병훈 : 박문웅 역

당시 43세. 고희경의 아는 지인 겸 측근(박중양의 슬하 4남 4녀 중 적장남)으로 조선총독부 예하 경상북도 상주군 군수 역임.

#### 1932년 당시 일제강점기 경성 동대문 시장 풍각쟁이 엄동욱 지기지우 및 지인 관계 관련 회상
- 이성호 : 신마적 엄동욱 역

당시 22세. 일제강점기 시대의 경성부 동대문 야시장 장터 풍각쟁이.
- 김주영 : 김유정 역

당시 25세. 일제강점기 시대의 자유문학파 소설가.
- 김희라 : 이상 역

당시 23세. 일제강점기 시대의 사차원파 기벽 성향 소설가 겸 건축가 및 시인.

### 대한민국 정부 관련 인물
- 남성훈 : 최인규 역

대한민국 제18대 내무부 장관.
- 이도련 : 김윤도 역

1959년 당시 최인규 내무부 장관 예하 비서관.
- 조경환 : 이정재 역

최인규 18대 내무부 장관의 측근 겸 지인.
- 정혜선 : 승당 임영신 역

대한민국 초대 상공부 장관.
- 김현직 : 철기 이범석 역

대한민국 초대 국무총리 겸 초대 국방부 장관.
- 김민정 : 김마리아 역

이범석 초대 국방부 장관의 재혼 계배 부인.
- 윤문식 : 오산 이강 역

이범석 초대 국방부 장관의 측근 겸 지인. 지난날 대한민국 임시정부 임시 의정원 의장 역임.
- 정승현 : 장준하 역

이범석 초대 국방부 장관의 측근.
- 이정길 : 창랑 장택상 역

대한민국 초대 외무부 장관.
- 최명수 : 낭산 김준연 역

대한민국 4대 법무부 장관
- 백일섭 : 소계 백두진 역

대한민국 초대 임시외자관리청 청장.

### 대한민국 재야 관련 인물
- 심양홍 : 옥계 유진산 역

민주국민당 상임고문 겸 당무위원.
- 전양자 : 박순천 역

민주국민당 고문 겸 최고위원.

### 북한 인물
- 홍성민 : 이정 박헌영 역

- 박영지 : 백연 김두봉 역

- 한태일 : 허가이 역

- 백인철 : 김책 역

- 김기현 : 석천 최용건 역

김일성 북괴 총리 시절 북괴(조선민주주의인민공화국)의 국가원수 역임.
- 문회원 : 임화 역

문학평론가 겸 시인 출신.
- 임현식 : 최현 역

#### 김일성 북 국가원수 직계 가내 관련
- 국정환 : 김일성 역

조선민주주의인민공화국 초대 총리 등을 지냈으며 1972년 이후로는 조선민주주의인민공화국 초대 국가 주석 역임.
- 진유영 : 김영주 역

김일성의 막내 남동생. 조선민주주의인민공화국 최고인민회의 제4기 대의원 겸 상임위원. 조선민주주의인민공화국 부총리. 조선민주주의인민공화국 국가부주석.

#### 리승엽 북 사법상 방계 친인척 관련
- 박인환 : 이승엽 역

조선민주주의인민공화국 내각경호실 차장. 조선민주주의인민공화국 사법상. 일제강점기 시대 경기도 인천 제물포 인천고등상업학교 중퇴.
- 권성덕 : 이송운 역

이승엽의 14살 많은 신묘년생 친갓댁 친가친척 친숙부. 이강국(북괴 외무성 차석부상)의 일제강점기 경성 보성고등보통학교 시절 은사(한문 교사 출신).
- 김동현 : 김형륙 역

이승엽의 3살 어린 무신년생 외갓댁 외가친척 이종제. 이강국(북괴 외무성 차석부상)의 일제강점기 경성 보성고등보통학교 동기 동창.

#### 허헌 북 최고인민회의 의장 직계 가내 관련
- 김수일 : 허헌 역

조선민주주의인민공화국 최고인민회의 의장.
- 이수나 : 허정숙 역

허헌의 딸. 조선민주주의인민공화국 문화선전상. 조선민주주의인민공화국 사법상. 조선민주주의인민공화국 최고재판소장.

#### 북괴 김일성 총리 시대의 핍박 피해 인사
- 박종관 : 고당 조만식 역

소련 군정 임시 치하 북조선 과도정부 시대 건준위 위원장 등을 거쳐 조선민주당 총재 겸 고문 역임.
- 황일청 : 소앙 조용은 역

대한민국 임시정부 외무부 부장 역임.
- 변희봉 : 민세 안재홍 역

임시 미군정기 치하 미군정청 민정장관 역임.

#### 1953년 당시 북괴 초기 시대 박헌영 리승엽 간첩 사건 관련
- 김종엽 : 김탁 역

박리 사건(박헌영 리승엽 간첩 사건)의 부담당 검사. 1958년 당시 북괴 검사 직책을 사퇴한지도 3년 훗날 1961년 9월 15일, 북괴 남파 공작원 신분으로 밀파되었다가 체포되어 투옥 및 복역을 한 이후 1990년 1월 1일, 대한민국 비전향 장기수 석방 조처되어 중공 등을 거쳐 2000년 9월 2일, 북괴 수도 평양으로 귀거하였으며 2003년 3월 이후 북괴 국립 평양 김대 언어학과 석학교수 등을 지냄.
- 박상규 : 이원조 역

카프 동맹 사무위원 등을 거쳐 조선문학가동맹 문학평필분과위원 등을 지낸 문학평론가.
- 남영진 : 안회남 역

카프 동맹 중앙위원 등을 거쳐 조선문학가동맹 소설분과위원 등을 지낸 소설가.
- 나영진 : 안막 역

문학평론가 출신으로 로동당 당무위원 등을 지낸 훗날 북괴 문화선전성 부상.
- 안재은 : 최승희 역

훗날 북괴 최고인민회의 대의원 등을 잠시 지내기도 한 무용가.

### 사회적 시국 관련

#### 1945년 당시 8.15 여파로써 퇴출되는 일본을 일갈 및 통박하는 한국민주당 관련
고하 송진우 직계 일가족 관련
- 박근형 : 고하 송진우 역

한국민주당 총재. 1945년 12월 30일 새벽 6시 15분 당시 무렵, 한현우 등을 비롯한 7명의 괴한들한테 권총으로 피습되어 향년 56세로 사살됨.
- 강미 : 유차 역

1945년 당시 고하 송진우 한국민주당 총재의 한때 1918년에 이혼하였다가, 지난 1년 전이던 1944년에 재결합을 한 첫 아내 고흥 유씨 부인. 송자옥의 생모. 송자향의 계모.
- 서영애 : 송자옥 역

고하 송진우 한국민주당 총재의 2남 4녀 중 차녀(둘째 딸)이자, 고하 송진우의 초배 유차 여사의 소생. 김경수의 부인.
- 사상기 : 김경수 역

고하 송진우 한국민주당 총재의 고하 송진우의 둘째 사위. 울산 김씨 문중의 후손.
- 이상숙 : 송자향 역

고하 송진우 한국민주당 총재의 2남 4녀 중 3녀(셋째 딸)이자, 고하 송진우의 전처 유보부 여사의 소생. 홍광표의 부인.
- 홍중기 : 홍광표 역

고하 송진우 한국민주당 총재의 고하 송진우의 셋째 사위. 남양 홍씨 문중의 후손.
- 김순경 : 유보부 역

1945년 당시 고하 송진우 한국민주당 총재의 한때 1918년에 재혼하였다가, 지난 1년 전이던 1944년에 이혼을 한 전처 강릉 유씨 부인.
고하 송진우 한국민주당 총재 암살 사건
- 나성균 : 한현우[6] 역

고하 송진우 한국민주당 총재 암살범 수괴. 고하 송진우 암살 사건의 최고 총격 주범. 1945년 12월 30일 당시 임자년생 쥐띠 34세. 1947년 2월 14일 당시, 미군정청 관련 주재 형사재판 끝에 내란음모목적살해 및 내란기도수괴미수죄 등으로 징역 15년형 최종 선고. 훗날 1950년 6월 25일 한국 전쟁 때 서울을 점령한, 당시 북괴 이승엽 사법상에 의하여 특별사면 석방됨.
- 정한헌 : 육손이(본명 유근배) 역

고하 송진우 한국민주당 총재 암살범 수괴 한현우의 수하. 고하 송진우 암살 사건의 1급 총격 공범. 1945년 12월 30일 당시 을축년생 소띠 21세. 1947년 2월 14일 당시, 미군정청 관련 주재 형사재판 끝에 내란음모목적살해 및 내란중무종사미수죄 등으로 징역 15년형 최종 선고. 훗날 1950년 6월 25일 한국 전쟁 때 서울을 점령한, 당시 북괴 이승엽 사법상에 의하여 특별사면 석방됨.
- 윤석오 : 춘덕이(본명 김의현) 역

고하 송진우 한국민주당 총재 암살범 수괴 한현우의 수하. 고하 송진우 암살 사건의 중급 총격 공범. 1945년 12월 30일 당시 갑인년생 호랑이띠 32세. 1947년 2월 14일 당시, 미군정청 관련 주재 형사재판 끝에 내란음모목적살해 및 내란중무종사미수죄 등으로 징역 11년형 최종 선고. 훗날 1950년 6월 25일 한국 전쟁 때 서울을 점령한, 당시 북괴 이승엽 사법상에 의하여 특별사면 석방됨.
- 진유영 : 삼돌이(본명 김인성) 역

고하 송진우 한국민주당 총재 암살범 수괴 한현우의 수하. 고하 송진우 암살 사건의 하급 총격 공범. 1945년 12월 30일 당시 병진년생 용띠 30세. 1947년 2월 14일 당시, 미군정청 관련 주재 형사재판 끝에 내란음모목적살해 및 내란방조미수죄 등으로 징역 7년형 최종 선고. 훗날 1950년 6월 25일 한국 전쟁 때 서울을 점령한, 당시 북괴 이승엽 사법상에 의하여 특별사면 석방됨.
- 윤순홍 : 팔봉이(본명 이창희) 역

고하 송진우 한국민주당 총재 암살범 수괴 한현우의 수하. 고하 송진우 암살 사건의 하급 총격 공범. 1945년 12월 30일 당시 병진년생 용띠 30세. 1947년 2월 14일 당시, 미군정청 관련 주재 형사재판 끝에 내란음모목적살해 및 내란방조미수죄 등으로 징역 6년8개월형 최종 선고. 훗날 1950년 6월 25일 한국 전쟁 때 서울을 점령한, 당시 북괴 이승엽 사법상에 의하여 특별사면 석방됨.
- 박병훈 : 광판이(본명 전곤) 역

고하 송진우 한국민주당 총재 암살범 수괴 한현우의 수하. 고하 송진우 암살 사건의 하급 총격 공범. 1945년 12월 30일 당시 무오년생 말띠 28세. 1947년 2월 14일 당시, 미군정청 관련 주재 형사재판 끝에 내란음모목적살해 및 내란방조미수죄 등으로 징역 6년5개월형 최종 선고. 훗날 1950년 6월 25일 한국 전쟁 때 서울을 점령한, 당시 북괴 이승엽 사법상에 의하여 특별사면 석방됨.
- 한창호 : 용칠이(본명 남궁재돈) 역

고하 송진우 한국민주당 총재 암살범 수괴 한현우의 수하. 고하 송진우 암살 사건의 하급 총격 공범. 1945년 12월 30일 당시 기미년생 양띠 27세. 1947년 2월 14일 당시, 미군정청 관련 주재 형사재판 끝에 내란음모목적살해 및 내란방조미수죄 등으로 징역 6년5개월형 최종 선고. 훗날 1950년 6월 25일 한국 전쟁 때 서울을 점령한, 당시 북괴 이승엽 사법상에 의하여 특별사면 석방됨.
- 박경순 : 전사부(본명 전백) 역

고하 송진우 한국민주당 총재 암살범 수괴 한현우의 수하 전곤(일명 광판이)의 친가 배다른 서얼 형. 1945년 12월 30일 당시 정미년생 양띠 39세. 고하 송진우 암살 사건의 배후 조종 관련성 무혐의 피조처자.
조선총독부 점령 시대의 몰락
- 고설봉 : 엔도 류사쿠 역

일제강점기 시대의 마지막 조선총독부 정무총감.
- 심우창 : 아베 노부유키 역

일제강점기 시대의 마지막 조선 주재 일본 총독.
- 임채무 : 니시히로 다다오 역

아베 노부유키 총독의 마지막 비서실장. 조선총독부 마지막 총독(아베 노부유키)의 총독부 비서실 실장 역임.
- 이계인 : 요시다 시게루 역

일본 총리 역임.
1945년 을유 해방 정국 당시의 시대적인 과도기
- 홍민우 : 정석용 역

전직 조선총독부 중추원 참의 역임. 원래 그는 1906년 3월 9일, 29세 시절에 대한제국 육군 정위 전역.
- 임정하 : 정구영 역

정석용 전직 총독부 중추원 참의의 장남(첫째 아들)으로, 인권 변호사(대한제국의 인권 변호사 2세대 출신).
- 최선균 : 김병로 역

인권 변호사(대한제국 인권 변호사 1세대 출신)로, 정구영 변호사의 죽마고우. 훗날 1948년 9월 13일부터 1957년 12월 15일까지 초대 대한민국 대법원장 역임.
- 김두삼 : 김재중 역

김병로 인권 변호사의 3남 1녀 중 장남(첫째 아들)이자 첫째.
- 박경현 : 김문평 역

김병로 인권 변호사의 외동 사위. 김재중의 매제. 김재열과 김재옥의 자형.
- 최한호 : 김재열 역

김병로 인권 변호사의 3남 1녀 중 차남(둘째 아들)이자 셋째.
- 김철화 : 김재옥 역

김병로 인권 변호사의 3남 1녀 중 3남(셋째 아들)이자 막내.

#### 1945년 을유 8.15 광복 당시 대한제국 민본주의 군주제 황실 후예 관련
- 양일민 : 의친왕 이강 역

당시 69세. 지난 1926년 당시 53세 나이로 서거한 순종 이척(융희 황제)의 배다른 서제. 대한제국 민본주의 군주제 황가 일품 종실 출신. 대한적십자사 총재 역임.
- 김복희 : 덕인당 의왕비 연안 김씨 부인 김숙 역

당시 66세. 의친왕 이강(대한적십자사 총재)의 배우자 16명 가운데 정실 본부인.
- 최은숙 : 창덕궁 낙선당 이왕대비 해평 윤씨 부인 윤증순 역

당시 52세. 의친왕 이강(대한적십자사 총재)의 배다른 형수(창덕궁 낙선재 중궁전 이왕대비 해평 윤씨 부인).
- 노주현 : 계동궁 사손 이기용 역

당시 57세. 의친왕 이강(대한적십자사 총재)의 6촌 재종제. 일제강점기 조선귀족 자작 지냄.

#### 1947년 당시 신탁통치반대 시국 선언 관련
- 송승환 : 이철승 역

1947년 당시 고려대생 및 신탁통치반대 시국 선언 학생운동가. - 훗날 신민당 고문.
- 이금복 : 이희호 역

1947년 당시 서울대생 및 신탁통치반대 시국 선언 학생운동가. - 훗날 DJ 국민의 정부 시대 영부인.

#### 1948년 당시 반민특위 관련
- 이대로 : 신성모 역

대한민국 2대 내무부 장관.
- 이계인 : 장경근 역

대한민국 3대 내무부 차관.
- 양택조 : 박흥식 역

- 김흥수 : 이종형 역

- 서인석 : 방의석 역

- 서학 : 김태석 역

- 장칠군 : 박종양 역

- 신구 : 유철 역

- 변희봉 : 김갑순 역

- 이일웅 : 문명기 역

- 이종구 : 김상덕 역

- 강성욱 : 우제하 역

#### 1950년 당시 이주하-김삼룡 국가 내란 공모 및 공동 첩보 은닉 기도 사건 관련
- 송경철 : 이주하 역

공산화 사회주의자.
- 김주영 : 김삼룡 역

공산화 사회주의자.
- 권성덕 : 오제도 역

서울지검 검사.
- 민지환 : 선우종원 역

서울지검 검사.

#### 1950년 당시 김수임 사건 관련
- 현석 : 이강국 역

월북 인사 및 북 외무성 차석부상.
- 이숙 : 박씨 부인 역

월북 인사 및 북 외무성 차석부상 이강국의 평안남도 평양 본처.
- 정애리 : 김수임 역

월북 인사 및 북 외무성 차석부상 이강국의 옛 정인.
- 윤일주 : 박태원 역

일제강점기 시대 소설가 겸 시인 출신의 월북 인사 및 북괴 시대 정치가.
- 윤양하 : 박문원 역

일제강점기 시대 유화가 겸 미술평론가 출신의 월북 인사 및 북괴 시대 정치가(박태원의 친제).
- 김기주 : 이응준 역

대한민국 초대 육군참모총장.
- 유명옥 : 이정희 역

이응준의 부인(1917년 당시 향년 41세로 서거한 이갑 대한제국 육군 장교의 딸)
- 손창호 : 채병덕 역

대한민국 2대 육군참모총장. - 육군 중장 추증.
- 홍계일 : 신태영 역

대한민국 3대 육군참모총장. - 예비역 육군 중장 예편 후 국방부 장관 역임.
- 김웅철 : 원용덕 역

대한민국 육군 제5여단장. - 훗날 이기붕 국방부 장관 예하 특별보좌관 등을 거쳐 연합참모본부 헌병 총사령관 등을 지냈으며 예비역 육군 중장 예편.
- 김철화 : 신응균 역

대한민국 육군 제5여단 예하 포병 대대장(대한민국 제3대 육참총장 등을 지낸 신태영 장군의 장남). - 훗날 육군 포병사령관 등을 지냈으며 예비역 육군 중장 예편 후 국방부 사무차관 겸 장관 직무대리 등을 역임.
- 신국 : 안두희 역

2대 육참총장 채병덕 장군과 3대 육참총장 신태영 장군의 공통적인 측근 장교 및 예비역 육군 소령(백범 김구 선생 암살범).
- 이기영 : 손원일 역

대한민국 초대 해군참모총장. - 예비역 해군 중장 예편 후 국방부 장관, 서독 주재 대사, 국민대학교 석좌교수 등을 거쳐 경남대학교 석좌교수 역임.
- 김연자 : 홍은혜 역

손원일의 부인. 서양 고전 클래식 음악 전공자 출신.
- 방훈 : 손원태 역

손원일의 남동생.
- 이승현 : 손명원 역

손원일의 장남.
- 조영수 : 손동원 역

손원일의 차남.

#### 1950년 당시 6.25 한국 전쟁 시절 북괴에 납치된 대한민국 각종 분야 인사 관련
- 박종관 : 여암 최인 역

사회운동가 출신.
- 전무송 : 춘원 이광수 역

소설가 출신.
- 김한섭 : 소성 현상윤 역

철학자. 일제강점기 시대 전문학교 철학 교수 출신의 전직 대한민국 초대 고려대학교 총장.
- 조창성 : 현주 허경호 역

불교 승려 출신으로 속명(본명)은 허영호. 전직 대한민국 초대 제헌국회 무소속 초선 국회의원. 불교 법명은 경호. 아호는 현주.

#### 1951년 당시 1.4 후퇴 시절 대한민국 월남 관련
- 추봉 : 나인협 역

민본주의 군주제 대한제국 시대 천도교 대교당 예하 제14대교구장 역임. 기미 민족 독립 선언 대표 48인 중 일원 출신. 1951년 일사 후퇴 당시 평안남도 성천 탈출 및 탈북 직후로는 향후 경상남도 부산시 범일동 월남.
- 추석양 : 오세창 역

민본주의 군주제 조선 시대 한성 우정국 통신원실장 역임.
- 김혜자 : 박명화 역

오세창 우정국 통신원실 실장의 재혼 계배 부인.
- 사상기 : 오일륙 역

오세창 우정국 통신원실 실장의 막내 아들. 1950년 장면 국무총리 비서실 예하 사정비서관, 1951년 이승만 대통령 경무대 비서실 예하 사정비서관, 1952년 이기붕 국방부 장관 예하 비서관 등을 지냄.
- 남영진 : 황은환 역

오일륙 비서관의 보통학교 5년 후배. 1951년 당시 이기붕 국방부 장관 예하 비서관.
- 홍계일 : 초허 김동명 역

당대 최고의 위트 있는 촌철살인 등을 자랑하던 시인 겸 정치평론가. 1945년 당시 8.15 광복 2년이 지난 훗날 1947년 당시 소련 군정 시대 함경남도 함주군 흥남 탈출 향후 미군정 시대 서울특별자유시 월남.
- 김은영 : 하윤주 역

초허 김동명의 마지막 삼혼 삼취 부인. 김병우의 계모.
- 김진구 : 김월하 역

초허 김동명의 슬하 1남 5녀(6남매) 중 장녀(첫째). 김병우의 누나.
- 박태호 : 김병우 역

초허 김동명의 슬하 1남 5녀(6남매) 중 외동아들(둘째).
- 정하현 : 김월주 역

초허 김동명의 슬하 1남 5녀(6남매) 중 차녀(셋째). 김병우의 첫째 누이동생.
- 김해숙 : 김혜숙 역

초허 김동명의 슬하 1남 5녀(6남매) 중 삼녀(넷째). 김병우의 둘째 누이동생.

#### 1952 발췌 및 1954 사사오입 개헌 관련
- 강계식 : 애산 이인 역

- 김인태 : 상산 김도연 역

- 김무생 : 유석 조병옥 역

- 송기윤 : 죽산 조봉암 역

#### 1955년 당시박인수 성추문 사건관련
- 박일 : 박인수 역

박인수 사건의 장본인. 신미년생 미남자 청년으로 여색을 농간하여 문제가 된 예비역 해병 중사 출신.
- 김호영 : 최대교 역

검사 출신으로 서울지검 검사장.
- 조명남 : 고재호 역

판사 출신으로 대법원 대법관.
- 김용식 : 조용순 역

법무부 장관.
- 오승명 : 백한성 역

국무총리 임시서리 등을 지낸 내무부 장관.
- 강인덕 : 의송 김두한 역

무소속 국회의원. 예비역 육군 상사 출신.
- 최은숙 : 김부미 역

1955년 당시 의송 김두한 무소속 국회의원의 재혼 계배 부인.
- 서권순 : 이재희 역

1955년 당시 의송 김두한 무소속 국회의원의 지난 7년 전에 이혼을 한 전처.
- 사상기 : 이홍규 역

서울지검 검사. 훗날 한성수와 사돈간.
- 윤석오 : 한성수 역

법원행정처장. 훗날 이홍규와 사돈간.

#### 1956년 당시김창룡육군 장성 사살 사건 관련
- 김기일 : 김창룡 역

육군 특무부대장(수안 김씨 후손) - 육군 중장 추증
- 이숙 : 도상원 역

김창룡의 부인(성주 도씨 후손)
- 천이슬 : 김미원 역

김창룡 부부의 슬하 1남 3녀 중 장녀
- 김재광 : 김경진 역

김창룡 부부의 슬하 1남 3녀 중 둘째(외동 아들)
- 지계순 : 이고명 역

김창룡의 장모 - 수안 이씨 초년 과부 출신으로 원주 이씨 집안에 개가(이창희와 재혼)
- 최남현 : 이창희 역

이고명의 두번째 남편(원주 이씨 후손)
- 김보연 : 이상희 역

이창희와 이고명의 딸
- 김정훈 : 이무한 역

이창희와 이고명의 막내 아들
- 윤일주 : 이순동 역

김창룡의 처외숙부 - 이고명의 친정 남동생(수안 이씨 후손)
- 임문수 : 곽영주 역

경무대 대통령 비서실 경찰서장(현풍 곽씨 후손)
- 나영희 : 신옥균 역

곽영주의 부인(평산 신씨 후손)
- 신충식 : 노덕술 역

수도경찰청 수사과 과장. 예비역 육군 중령 출신(교하 노씨 후손).
- 박인환 : 육당 최남선 역

노덕술 수도경찰청 수사과장의 지인. 시문학가 겸 사학자(동주 최씨 후손).
- 김기현 : 각천 최두선 역

최남선 작가의 친제. 일제강점기 시대의 전문학교 철학 교수 출신.
- 남영진 : 강문봉 역

김창룡 암살 최대 배후 제공 및 예비역 육군 중장 출신(진주 강씨 후손)
- 안재은 : 도재은(아명 도경숙) 역

강문봉의 부인(성주 도씨 후손)
- 차인선 : 강근영 역

강문봉 부부의 슬하 1남 3녀 중 장녀
- 김호정 : 강주영 역

강문봉 부부의 슬하 1남 3녀 중 차녀
- 장인한 : 강윤철 역

강문봉의 부친 - 옛 만주국 재류 조선인 자산가 출신(함경북도 부령 떠난 월남 실향민)으로 대한민국 서울 대부잣집 대주. 부인(김해 김씨 후손 김해란 여사)과는 이미 사별(이미 부인을 병으로 인하여 상배).
- 나영진 : 강태봉 역

강문봉의 첫째 남동생 - 예비역 육군 대령 출신
- 김성일 : 강수봉 역

강문봉의 막내 남동생 - 한국 전쟁 당시 육군 하사 참전 및 전사
- 홍민우 : 이진용 역

김창룡 암살 배후 방조 교사 및 예비역 육군 대령 출신(전주 이씨 후손)
- 염복순 : 이확실 역

이진용의 부인(경주 이씨 후손)
- 장보규 : 허태영 역

김창룡 암살 수괴 및 예비역 육군 대령 출신(하양 허씨 후손)
- 홍성애 : 황운하 역

허태영의 부인(제안 황씨 후손)
- 박선인 : 허옥희 역

허태영 부부의 슬하 3남 2녀 중 장녀
- 이민우 : 허운학 역

허태영 부부의 슬하 3남 2녀 중 막내 아들
- 박선희 : 허옥영 역

허태영 부부의 슬하 3남 2녀 중 막내 딸(유복녀)
- 박경순 : 허태석 역

허태영의 첫째 남동생 - 전직 경찰관 경감 퇴임 출신
- 김성찬 : 허병익 역

허태영의 둘째 남동생 - 예비역 육군 중위 출신
- 신복숙 : 허미화 역

허태영의 맏 누이동생
- 김혜정 : 허이화 역

허태영의 막내 누이동생
- 정태섭 : 허금 역

허태영의 부친
- 김동주 : 황중성 역

허태영의 모친(제안 황씨 후손)
- 서권순 : 황순녀 역

허태영의 장모(장수 황씨 후손)
- 홍은성 : 황운숙 역

허태영의 처제(제안 황씨 후손)
- 박상규 : 김홍섭 역

서울고등법원장.
- 이창환 : 김을한 역

조선일보 기자. 김창룡 육군 장성 사살 사건 등을 보도.

### 범야권 행정 및 내각 관련 인물
- 박웅 : 삼연 곽상훈 역

전직 민주당 중앙상임고문 겸 당무위원, 전직 무소속 국회의원, 전직 국회의장 역임.
- 김상순 : 전진한 역

전직 초대 사회부 장관, 한국독립당 중앙위원 겸 당무위원, 무소속 국회의원 역임.
- 박상조 : 김상돈 역

전직 한국민주당 최고위원 겸 당무위원, 전직 서울특별시 시장 역임.
- 오영수 : 박병배 역

전직 경찰 경무관 출신으로, 전직 무소속 민의원 등을 지냈으며, 훗날 국방부 정무차관 역임.

### 1공 시대 문화 예술 분야 인사
- 김형진 : 노산 이은상 역

당대 최고의 문덕 높음이 매력을 자랑하던 시조 시인 겸 사학자 및 대학 교수.
- 황일청 : 우서 계용묵 역

당대 최고의 위트 넘치는 소설 작품으로 유명하던 소설가 겸 번역문학가.
- 이영달 : 아인 김내성 역

당대 최고의 추리 감각 넘치는 소설 작품으로 유명하던 소설가 겸 번역문학가.
- 오지명 : 임화수 역

정치 깡패 출신의 영화제작자.
- 김용식 : 일중 김충현 역

당대 최고의 예술 감각 넘치는 서체가 농염미 등을 자랑하던 서예가.
- 김인문 : 양훈 역

당대 최고의 인기 희극영화배우.
- 정진 : 김희갑 역

당대 최고의 인기 희극영화배우.

### 군정 인물

#### 소련
- 로버트 모슨 : 이오시프 스탈린 역

소비에트 연방 총리 겸 각료평의회 의장.
- 커트 프랭크 : 니키타 흐루시초프 역

소비에트 연방 공산당 중앙위원회 제1서기장.

#### 미국
- 김해리 : 존 리드 하지(John Reed Hodge) 육군 장군 역

1947년 당시 미군정 임시 치하 남조선 과도정부 시대 미군정청 군정장관 겸 최고사령관. 최종적으로는, 1953년 예비역 미국 육군 대장 예편.
- 데니스 크리스틴 : 존 벨 베어드(베에르, John Bell Baird) 육군 대령 역

1947년 당시 미군정 임시 치하 남조선 과도정부 시대 미군정 수장 존 리드 하지(미군정청 군정장관)의 예하 비서실 보좌관. 최종적으로는, 1949년 예비역 미국 육군 대령 예편.
- 게일 콜 : 고든 윌리엄스(윌리암스, Gordon Williams) 육군 중령 역

1947년 당시 미군정 임시 치하 남조선 과도정부 시대 미군정 수장 존 리드 하지(미군정청 최고사령관)의 예하 비서실 전속부관. 최종적으로는, 1949년 예비역 미국 육군 중령 예편.

### 기타 인물
- 정대홍 : 조일명 역

- 이창환 : 유태하 역

- 이영달 : 김약수 역

- 이영달 : 이재학 역

- 전인택 : 이문원 역

- 임채무 : 김장흥 역

- 나성균 : 윤공흠 역

- 정한헌 : 신동운 역

- 박은수 : 배희범 역

- 길용우 : 박광옥 역

- 이대로 : 김석황 역

- 정대홍 : 조완구 역

- 박광남 : 엄항섭 역

## 결방
- 1981년 7월 23일 〈대한민국 대 중국〉의 배구 경기 하이라이트 방송과 유니버시아드대회 남자 배구(〈대한민국 대 중국〉)의 위성중계로 인해 결방[12]
- 1981년 8월 13일 8.15특집 다큐멘터리 〈빼앗긴 36년, 되찾은 36년〉의 방송과 제10회 자카르타 국제축구대회 〈대한민국 대 불가리아〉의 실황 중계로 인해 결방[13]
- 1981년 8월 20일 제10회 자카르타 국제축구대회 준결승전 실황 중계로 인해 결방 텔레비전[13]
- 1981년 12월 3일 창사 20주년 특집 드라마 《이심의 비련기》의 방영으로 인해 결방[13]
- 1981년 12월 24일 성탄절 특선명화 《콘스탄틴 대제》의 방영으로 인해 결방[13]
- 1981년 12월 31일 MBC 10대 가수가요제의 방영으로 인해 결방[13]

## 회차별 부제
| 1981년     | 1981년    | 1981년                                |
| 회차       | 부제      | 본 방송일                             |
| ---------- | --------- | ------------------------------------- |
| 제1회      | 4월 2일   | 이승만과 김구                         |
| 제2회      | 4월 9일   | 암살, 암살, 암살                      |
| 제3회      | 4월 16일  | 조만식과 김일성                       |
| 제4회      | 4월 23일  | 테러                                  |
| 제5회      | 4월 30일  | 이승만 1946년                         |
| 제6회      | 5월 7일   | 남로당                                |
| 제7회      | 5월 14일  | 1947년 여름 삼영수                    |
| 제8회      | 5월 21일  | 유엔 한국 임시 위원단                 |
| 제9회      | 5월 28일  | 김구와 남북협상 (上)                  |
| 제10회     | 6월 4일   | 김구와 남북협상 (下)                  |
| 제11회     | 6월 11일  | 초대 대통령 이승만                    |
| 제12회     | 6월 18일  | 여간첩 김수임                         |
| 제13회     | 6월 25일  | 오판                                  |
| 제14회     | 7월 2일   | 이화장의 조각당                       |
| 제15회     | 7월 9일   | 국회 프락치 사건                      |
| 제16회     | 7월 16일  | 반민특위 사건 (上)                    |
| 제17회     | 7월 30일  | 반민특위 사건 (下)                    |
| 제18회     | 8월 6일   | 대통령의 사람들                       |
| 제19회     | 8월 27일  | 아, 백범 (上)                         |
| 제20회     | 9월 3일   | 아, 백범 (下)                         |
| 제21회     | 9월 10일  | 5·30 선거                             |
| 제22회     | 9월 17일  | 적치하 90일                           |
| 제23회     | 9월 24일  | 전시하의 경무대                       |
| 제24회     | 10월 1일  | 부산 정치파동                         |
| 제25회     | 10월 8일  | 우남의 재출발                         |
| 제26회     | 10월 15일 | 평화선                                |
| 제27회     | 10월 29일 | 전시하의 상인들                       |
| 제28회     | 11월 5일  | 반공포로 석방과 휴전                  |
| 제29회     | 11월 12일 | 족청계 거세와 이기붕                  |
| 제30회     | 11월 19일 | 박인수 사건                           |
| 제31회     | 11월 26일 | 자유당 압승 (上)                      |
| 제32회     | 12월 10일 | 자유당 압승 (下)                      |
| 제33회     | 12월 17일 | 이기붕과 자유당                       |
| 1982년     |           |                                       |
| 제34회     | 1월 7일   | 김일성과 숙청극                       |
| 제35회     | 1월 14일  | 한글파동                              |
| 제36회     | 1월 21일  | 김두한과 이정재                       |
| 제37회     | 1월 28일  | 양자 이강석                           |
| 제38회     | 2월 4일   | 예술인단과 임화수                     |
| 제39회(終) | 2월 11일  | 민주당 신구파 분쟁과 제1공화국의 종식 |

## 수상
- 1981년 한국방송대상 TV작가상 - 김기팔
- 1981년 MBC 방송연기상 TV부문 우수상 - 이영후